# Watergun (sang)
"Watergun" er en sang af den schweiziske sangerinde Remo Forrer, udgivet som single den 7. marts 2023. Sangen vil repræsentere Schweiz i Eurovision Song Contest 2023 efter at være blevet internt udvalgt af SRG SSR, Schweiz' tv-station til Eurovision Song Contest.